# Battaglia di Chapultepec
La battaglia di Chapultepec (anche battaglia del Castello di Chapultepec) è stata uno scontro della guerra messico-statunitense, con cui gli americani riuscirono a far breccia nel sistema di difesa di Città del Messico, conquistando la città e vincendo la guerra.

## Preludio
Dopo le disfatte di Contreras, Churubusco e Molino del Rey i messicani erano ormai assediati dentro Città del Messico dall'esercito americano. Antonio López de Santa Anna cercò allora di guadagnare tempo trattando col generale Winfield Scott i termini per una resa onorevole, ma presto i negoziati andarono in stallo e non si riuscì più a sbloccare la situazione.
Visto il fallimento delle trattative Scott decise che era il momento di agire, e studiò il perimetro di Città del Messico per individuare un punto debole. Esso venne presto identificato nel Castello di Chapultepec, una vecchia fortezza di epoca coloniale  che si ergeva al limitare della parte ovest della città su di un colle, e da cui si dipartivano le vie principali della capitale. Il castello era ormai vecchio, malandato e malpresidiato dai messicani, che lo tenevano in funzione solo come ridotta accademia militare.
Santa Anna, intuendo il pericolo che costituiva il castello, tentò di rinforzarne le difese all'ultimo minuto, ma con limitato successo per via del caos che regnava nei comandi messicani. All'iniziare della battaglia il castello era difeso da circa un migliaio di soldati, compresi i cadetti dell'accademia militare, molti ancora ragazzi o bambini, che per questo vennero soprannominati los Niños Heroes ("i piccoli eroi").

## La battaglia
Scott cercò di dissimulare il suo vero obbiettivo ordinando movimenti di truppe a sud della capitale nei giorni precedenti la battaglia,  mentre l'artiglieria americana bombardava Città del Messico concentrandosi proprio sul castello. Il 12 settembre infine gli americani ruppero gli indugi, e le truppe dei generali John A. Quitman, David E. Twiggs, William J. Worth e Gideon J. Pillow attaccarono il castello da ogni direzione.
Seguirono furiosi combattimenti, ma dopo un'iniziale resistenza messicana i Marines statunitensi riuscirono a scalare le mura del castello e aprirono la strada al resto dell'esercito, che ne giro di poco tempo riuscì a conquistarlo. Dopo la perdita della fortezza i difensori rimasti si ritirarono tra le strade di Città del Messico, e nelle ore successive si passò a combattere casa per casa per il controllo delle porte e delle principali strade della capitale.
Santa Anna cercò di resistere finché fu giorno, e dopo il tramonto sfruttò il buio per ritirarsi con le truppe rimaste dalla capitale, abbandonando quindi Città del Messico agli americani. All'alba del 13 settembre la città era caduta, e Winfield Scott poté entrarvi trionfante ed occuparla.

## Conseguenze

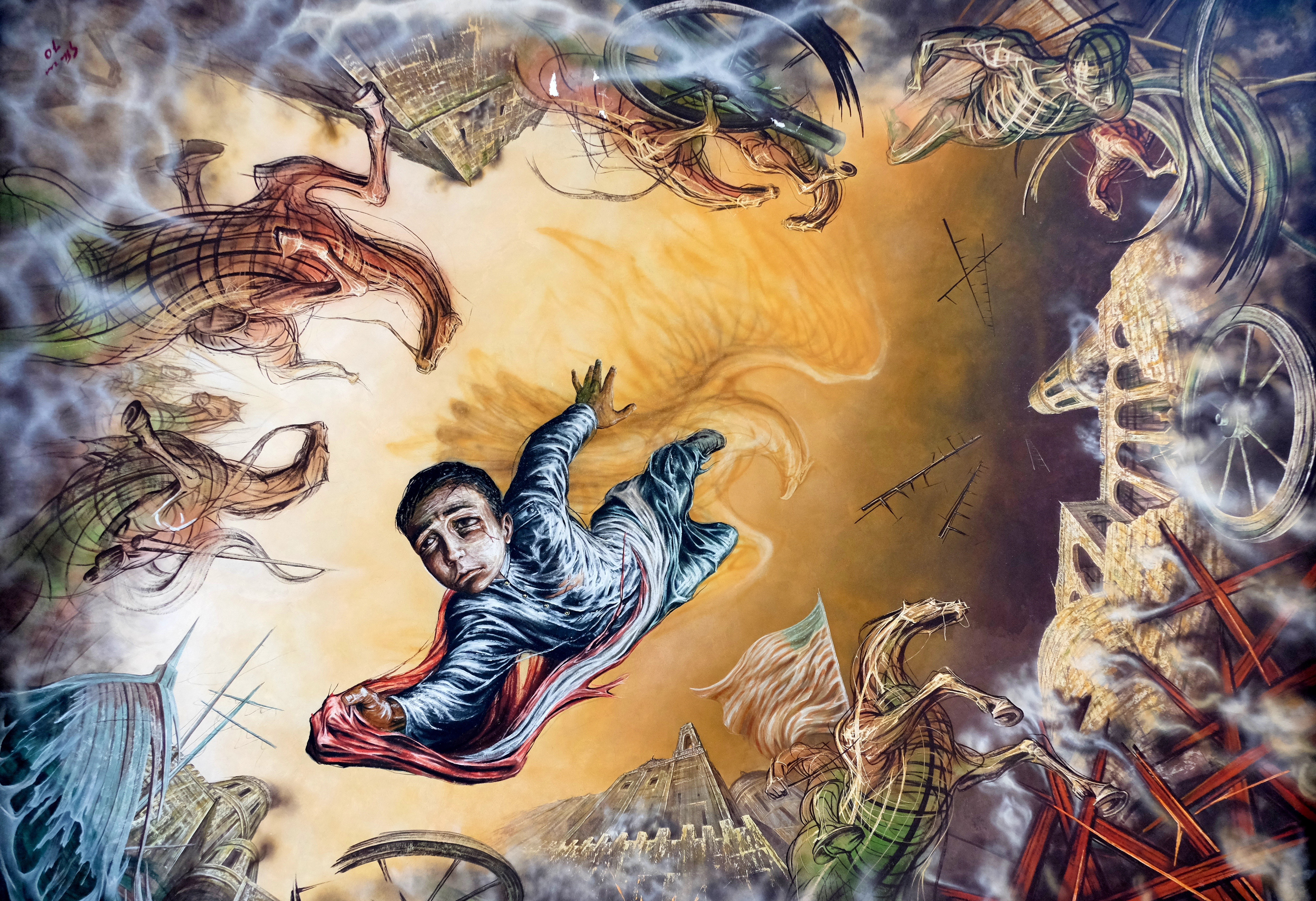
Il volo di Juan Escutia (murales nel Castello di Chapultepec).

La caduta del castello di Chapultepec e quindi di Città del Messico segnò nei fatti la fine della guerra e la definitiva sconfitta messicana.
Rimase nella storia l'eroica resistenza dei cadetti di Chapultepec, molti dei quali scelsero di combattere fino alla morte. Uno di loro, Juan Escutia, quando ormai il castello stava per cadere, strappò la bandiera messicana che sventolava su di esso, la avviluppò attorno al proprio corpo e si gettò nell'abisso sottostante, profondo decine di metri, così da non farla cadere in mani nemiche.
Dopo che la bandiera americana ebbe rimpiazzato quella messicana sulla cima del castello, sotto le sue mura il generale William S. Harney, famigerato per la sua brutalità, ordinò l'immediata impiccagione dei prigionieri del battaglione di San Patrizio, disertori irlandesi dell'esercito statunitense passati al soldo del Messico allo scoppio della guerra.